# Chuck Berry

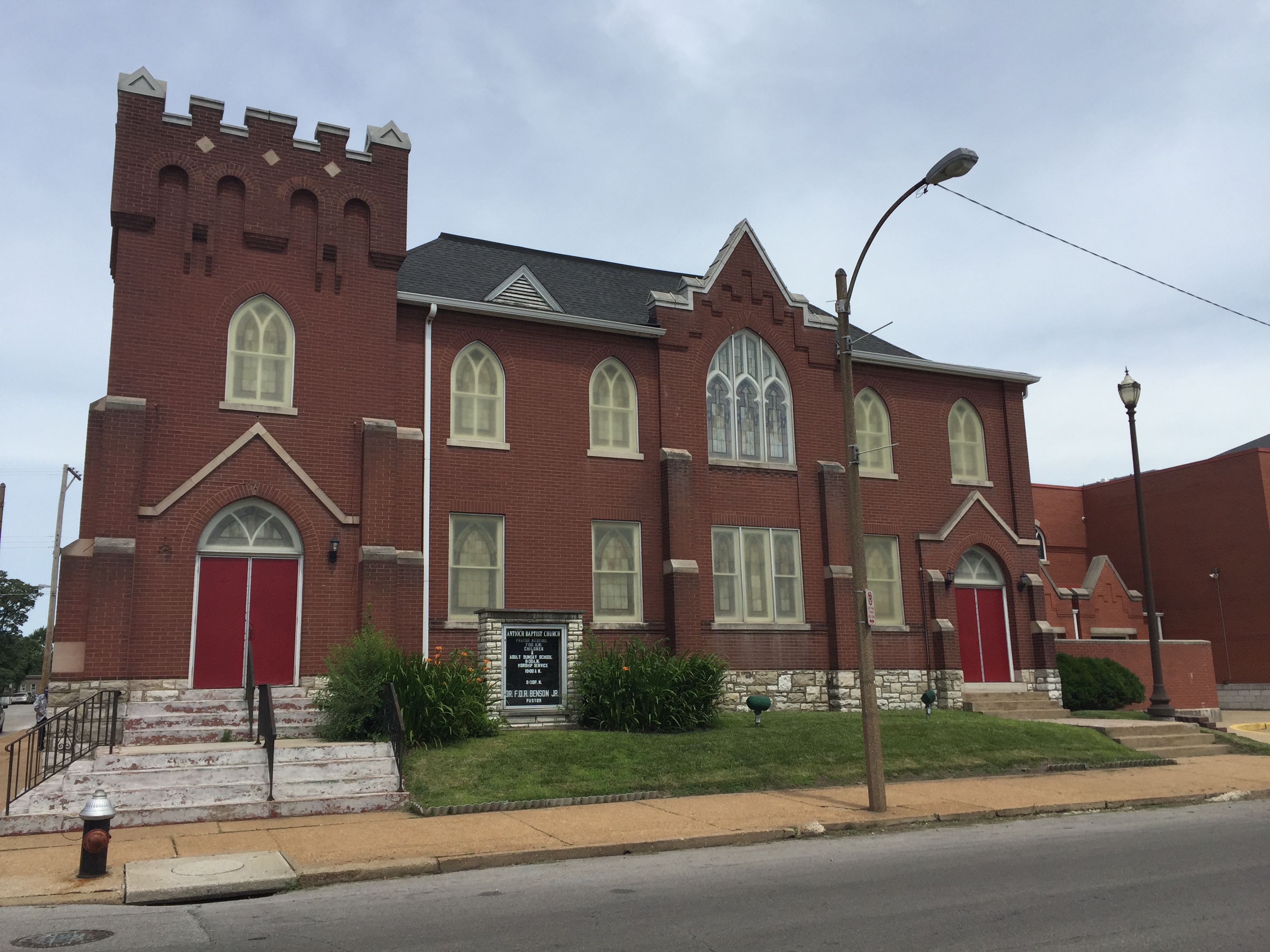
De Antioch Baptist Church in The Ville in Saint Louis

Charles Edward Anderson Berry (St. Louis, Missouri, 18 oktober 1926 – St. Charles, Missouri, 18 maart 2017), bekend als Chuck Berry, was een Amerikaans gitarist, zanger en componist. In 1982 werd hij opgenomen in de Nashville Songwriters Hall of Fame. Berry wordt beschouwd als de belangrijkste tekstschrijver van het rock-'n-rolltijdperk en was een van de eerste leden van de Rock and Roll Hall of Fame (1986). Zijn bijnaam is Vader van de Rock and Roll. Berry staat vierde op de lijst van beste songschrijvers uit de popmuziek van het tijdschrift Rolling Stone. Tienerleven en consumptisme zijn centrale thema's in zijn liedjes.

## Biografie
Chuck groeide op in de Afro-Amerikaanse wijk The Ville, waar ook Josephine Baker en Sonny Liston vandaan kwamen. Hij was de vierde van zes kinderen. Zijn vader Henry William Berry (1895–1987) was aannemer, en ook diaken bij de nabije baptistenkerk, de Antioch Baptist Church, waar de familie ook zong. Zijn moeder, Martha Bell Banks (1894–1980), was hoofd van een openbare school.
Berry's idolen op muzikaal gebied waren toen Big Maceo Merriweather, Rosetta Tharpe, Arthur Crudup, Tampa Red, Charles Brown, Nat King Cole, Muddy Waters, T-Bone Walker en Lonnie Johnson. Zijn latere stijl werd vooral beïnvloed door de laatste twee en door Louis Jordans gitarist Carl Hogan. Berry's beroemdste riff, die van Johnny B. Goode is  gebaseerd op de gitaarsolo van Hogan in "Ain't That Just Like a Woman", opgenomen in 1946 door "Louis Jordan And His Tympany Five".
Wegens een gewapende overval werd hij in 1944 veroordeeld tot tien jaar tuchtschool (in het Intermediate Reformatory for Young Men, nu Algoa Correctional Center), hij haalde er zijn middelbareschooldiploma en organiseerde er een zangkwartet voor de kerkdiensten, waarin hijzelf als bas zong; hij kwam wegens goed gedrag na tweeënhalf jaar al weer vrij, op zijn eenentwintigste verjaardag. In 1948 trouwde hij met Themetta Suggs, ze zouden vier kinderen krijgen. Voor het onderhoud van zijn gezin werkte hij achtereenvolgens als automonteur, conciërge en schoonheidsspecialist. 's Avonds speelde hij met lokale bands, die toen nog optraden voor een gesegregeerd publiek.
Door als zwarte ook countrynummers te spelen kreeg hij succes bij een breder publiek. Pianist Johnnie Johnson had de band Sir Johns Trio en nodigde Chuck Berry uit om op oudejaarsavond 1952 mee te spelen als vervanging voor de zieke saxofonist. Al snel nam Berry de leiding van de band over en wijzigde de naam in The Chuck Berry Combo. 
In mei 1955 ontmoette hij in Chicago Muddy Waters. Deze stuurde hem naar Leonard Chess, die hem een week later, met name na het horen van zijn bewerking van Ida Red, een contract gaf met zijn platenlabel Chess Records.
Berry's eerste hit Maybellene (1955) is zijn bewerking van een Amerikaans volksliedje, het hillbillynummer Ida Red, het werd een van de eerste rock-'n-rollnummers. Chess wilde de associatie met hillbilly vermijden zodat er een andere naam werd bedacht, die om copyrightredenen een letter verschilde van het mascaramerk Maybelline. Het succes was mede te danken aan de diskjockey Alan Freed, die het nummer frequent draaide. Er werden een miljoen exemplaren van verkocht en het werd in de Verenigde Staten nummer 1 in de Race Records Chart en nummer 5 in de Best Sellers in Stores.
In de vier singles daarna, aldus pophistoricus Charlie Gillett, leverde Berry scherpe kritiek op onderdelen van de Amerikaanse maatschappij: in Thirty days op de rechtspraak, in No money down op het systeem van op krediet kopen, in Roll Over Beethoven op de zogenaamde 'echte' cultuur en in Too Much Monkey Business op dat alles en nog veel meer.
Roll over Beethoven (1956) was een eerste, voorlopig bescheidener, hit (nr. 29) na Maybellene. In datzelfde jaar speelde hij (als zichzelf) in de film Rock, Rock, Rock en het volgende jaar samen met Alan Freed in Charles S. Dubins film Mister Rock and Roll. In 1957 overtrof School days het succes van zijn eerste grote hit; hierin wordt in de tweede persoon beschreven hoe de jeugd het schoolleven als een juk ervaart en naar vrije tijd smacht. Eind 1957 klom Roll Over Beethoven opnieuw, nu naar de achtste plaats. In Sweet Little Sixteen staat een meisje centraal dat gek is van muziek. Hierin gebruikt Berry de populaire traditie om plaatsnamen in de tekst te verwerken met het oogmerk dat luisteraars die daar woonden zich in het thema van het nummer zouden herkennen.
Hij componeerde zijn liedjes in samenwerking met Johnson (die twintig jaar zou meespelen met zijn nummers), maar nadat Alan Freed en Chess' geldschieter Russ Fratto geprobeerd hadden in de winst van Maybellene te delen liet hij elk nummer steeds registreren met "Chuck Berry" als enige componist-schrijver. Ten opzichte van Alan Freed won hij na zeven jaar de rechtszaak. Toen Johnnie Johnson veel later ook rechten op alle nummers wilde laten gelden oordeelde de rechter dat dit na zoveel jaren niet meer te beoordelen was.
Johnny B. Goode gaat over een plattelandsjongen die naar de stad trekt en daar furore maakt. De gitaarintro was geïnspireerd door die van Louis Jordans gitarist Carl Hogan in het nummer Ain't That Just Like a Woman (They'll Do it Every Time) en is een van de klassieke rock-'n-rollgeluiden geworden. In de films Back to the Future en Back to the Future Part II wordt dit gebruikt, waarbij het hoofdpersonage Marty McFly (in het verleden, 1955) dit nummer opvoert en Berry hem via de telefoon hoort spelen. Dit wekte in de films de illusie dat Marty de inspiratie was voor Chuck Berry om dit nummer te maken, aangezien het officiële nummer verscheen in 1958.
Meer dan dertig van zijn opnamen geraakten in de top 10 en ze worden nog altijd gecoverd door bands over de hele wereld. Zijn grootste populariteit beleefde Berry van 1955 tot 1959. Vele van zijn nummers waren in een pittige en snelle stijl, die later ook wel zou worden vergeleken met de punk zoals die zich eind jaren 70 zou ontwikkelen.
Ondanks zijn grote succes haalde hij slechts een keer de eerste plaats in de Billboard Hot 100, namelijk in 1972 met My Ding-A-Ling. Op 7 juni 1979 trad hij op in het Witte Huis, op uitnodiging van president Jimmy Carter.
In 1958 opende hij in Saint Louis een Berry's Club Bandstand, met het oog op muziekuitvoeringen voor wat hijzelf een "peper-en-zout" publiek noemde, mensen van verschillende rassen.
Vanaf 1996 trad hij vrijwel wekelijks op in het restaurant "Blueberry Hill" van zijn vriend, zakenman Joe Edwards.
Op zijn negentigste verjaardag kondigde Berry aan dat hij na bijna vier decennia weer een album had opgenomen met allemaal originele composities. 
Berry overleed in 2017, en werd op 9 april 2017 begraven. Zijn rode Gibson-gitaar was aan het deksel van de doodskist bevestigd.

## Beschuldigingen
Door de jaren heen is Chuck Berry beschuldigd van verschillende zaken: vrouwenmishandeling, seksueel contact met minderjarigen, uitbuiting van zijn muzikanten en nog meer. Een aantal van die zaken gaf hij ook toe, voor andere trof hij minnelijke schikkingen en weer andere zaken ontkende hij.
In december 1959 werd hij vervolgd wegens overtreding van de Mann Act omdat hij een minderjarig meisje (de toen 14-jarige Janice Escalanti, zelf zei hij haar voor ouder te hebben aangezien, hij had haar een baan gegeven in zijn Club Bandstand) over staatsgrenzen heen had vervoerd "met immorele bedoelingen". Een gevangenisstraf van vijf jaar werd aanvankelijk in beroep verworpen wegens racistische uitingen van de rechter, maar na drie rechtszaken kreeg hij in 1962 drie jaar opgelegd, aanvankelijk in Terre Haute, vervolgens in andere federale gevangenissen. Opnieuw kwam hij vrij (na anderhalf jaar) op zijn verjaardag, in 1963. Vanwege zijn veroordeling werd zijn Club ook door de politie gesloten. Maar enkele maanden later opende hij in Wentzville, ten noordwesten van de stad, een nieuw, groter project ("Berry Park"), dat jarenlang floreerde, hij verbleef er vaak (en zou er ook overlijden).
Hij trad altijd zonder vaste band op, verwachtte dat lokaal ingeplande musici automatisch zijn repertoire konden spelen, dit kwam de kwaliteit lang niet altijd ten goede. Bovendien liet hij zich altijd in cash uitbetalen. Dit leidde medio zeventiger jaren tot een onderzoek door de Internal Revenue Service en een aanklacht van belastingontduiking. Hij bekende schuld en moest een maand na zijn optreden in het Witte Huis vier maanden zitten in de Lompoc gevangenis in Californië en 1000 uren aan benefietconcerten besteden.
In 1988 bekende hij gedeeltelijk schuld aan de mishandeling van een vrouw en moest haar enkele honderden dollars betalen. Datzelfde jaar kocht hij als geldbelegging het Southern Air Restaurant in Wentzville. Daar werd hij op den duur door een paar honderd vrouwen ervan beschuldigd hen op het toilet gefilmd te hebben, wat hij twee jaar later afkocht met schikkingen voor een totaalbedrag van 1,2 miljoen dollar.

## Teksten
Johnny B. Goode werd opgenomen met twee teksten: 'colored boy' werd 'country boy' ('colored' viel niet te verkopen, wist Leonard Chess).
Het hele nummer Brown Eyed Handsome Man is een ode aan de trotse, zwarte man in de VS. In een enkel couplet legt hij uit: de Venus van Milo verloor haar armen in een gevecht om een brown-eyed (lees: zwarte) knappe man te veroveren – en ze won.
Bob Dylan, zich toen nog niet bewust van het feit dat hij zelf in 2016 de Nobelprijs voor Literatuur zou ontvangen, noemde Chuck Berry de Shakespeare van de rock en roll.

## Muzikale kenmerken
Zijn hele gitaarspel is beïnvloed door de pianist Johnnie Johnson. Als bluesschema gebruikte hij niet de standaard A-D-E-akkoorden, maar Bes, Es en F. Een groot onderdeel van de leadgitaarstijl van Chuck Berry was zijn gebruik van dubbelstops. Deze lick is afgeleid van de B♭ majeur-pentatonische toonladder en gebruikt een reeks dubbelstops op de B- en hoge E-snaar, met ritmisch geplaatste slides. De Bes-toonladder gebruikte hij omdat hij een zieke saxofonist moest vervangen, die normaal op een in Bes gestemde sax speelde.
Berry's nummers hebben de traditionele bluesmaatvoering, namelijk twaalf maten, ook wel bluesschema genoemd.
Als men het A-akkoord als grondakkoord gebruikt, wordt het dit:
| A | A | A | A |
| D | D | A | A |
| E | D | A | E |

Het afwijkende van Berry's nummers was dat hij in de tiende maat niet de vierde trap speelt, maar dat hij blijft "hangen" in de vijfde trap.

| A = I | D = IV | E = V |

Nogmaals met het A-akkoord als basis, ziet het er dan zo uit:
| A | A | A | A |
| D | D | A | A |
| E | E | A | E |

Hierdoor verdwijnt de 'bluesy' (ietwat zeurderige) stemming en krijgt het een opgewekter karakter: rock-'n-roll. Een andere vondst is "zijn" gitaarintro. De karakteristieke intro van veel van zijn rockers is een typisch pianistisch opmaatje.
In Sweet Little Sixteen gebruikt hij de Stop-time techniek, afkomstig uit de Ragtime.
Naast de pure rock-'n-roll nam Berry warme, slow bluesnummers op, maar dat werden geen singles en geen hits.
Het nummer Johnny B. Goode werd voor en op Johnnie Johnson geschreven. Als enige rocknummer werd dit opgenomen in de boodschap voor buitenaardse levensvormen op de Voyager Golden Record.
Om optredens te verlevendigen, maakte Berry op komische wijze gebruik van zogenaamde Hillbilly-wijsjes. Mede hierdoor werd hij door sommigen gezien als een countryzanger. Ook wist hij op deze wijze blank publiek naar zijn optredens te trekken. Dat was in de beginjaren 50 een prestatie, vanwege de rassenscheiding in de Verenigde Staten.
Zijn beroemde podium-act met de "duckwalk" ontstond tijdens zo'n komisch Hillbilly-nummer. Deze zou later worden nagevolgd door Angus Young.

## Invloed op anderen

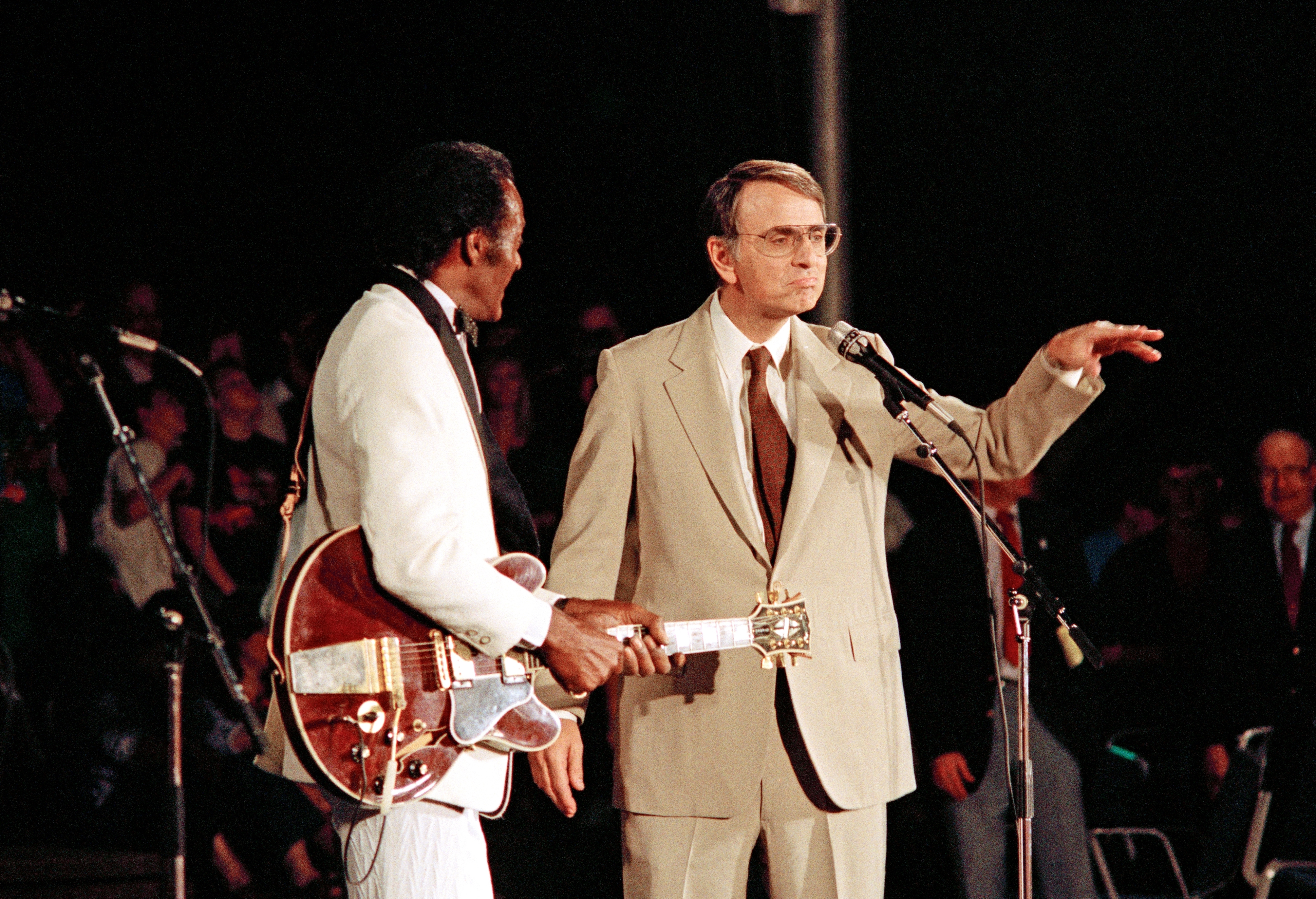
Chuck Berry en Carl Sagan bij de viering van het passeren van Neptunus door de Voyager 2 in augustus 1989

Berry had een grote invloed op andere muzikanten, met name als tekstschrijver en gitarist. Charlie Gillett noemt als belangrijkste The Rolling Stones, The Beatles, Bob Dylan, artiesten uit het publiek dat in de jaren vijftig als tiener naar Berry luisterde. Ook Bruce Springsteen kan daaraan worden toegevoegd.
John Lennons nummer Come Together zou zelfs geplagieerd zijn van Berry's You Can't Catch Me. Angus Young van AC/DC zegt eveneens door Berry beïnvloed te zijn en gebruikte ook diens ganzenpas of duckwalk als een van zijn gimmicks. AC/DC vertolkte op het album T.N.T. Berry's School days. Een ode aan Berry en zijn muziek werd gebracht door de band Steppenwolf in het nummer Berry Rides Again, waarin de gitaar en de piano treffend het karakteristieke geluid van Berry's gitaar en Johnsons piano laten horen en alle hits voorbijkomen. The Beach Boys moesten Berry vermelden als auteur van hun hit Surfin' U.S.A., omdat het nummer in sterke mate op Sweet Little Sixteen leek.
Elvis Presley nam door de jaren heen regelmatig Chuck Berry-nummers op en gebruikte ze in zijn liveoptredens, te weten: Brown-eyed Handsome Man, Memphis, Tennessee, Too Much Monkey Business, Promised Land, Maybellene, Johnny B. Goode, Rock and Roll Music en School Days. Dit waardeerde Berry zeer.

## Hits

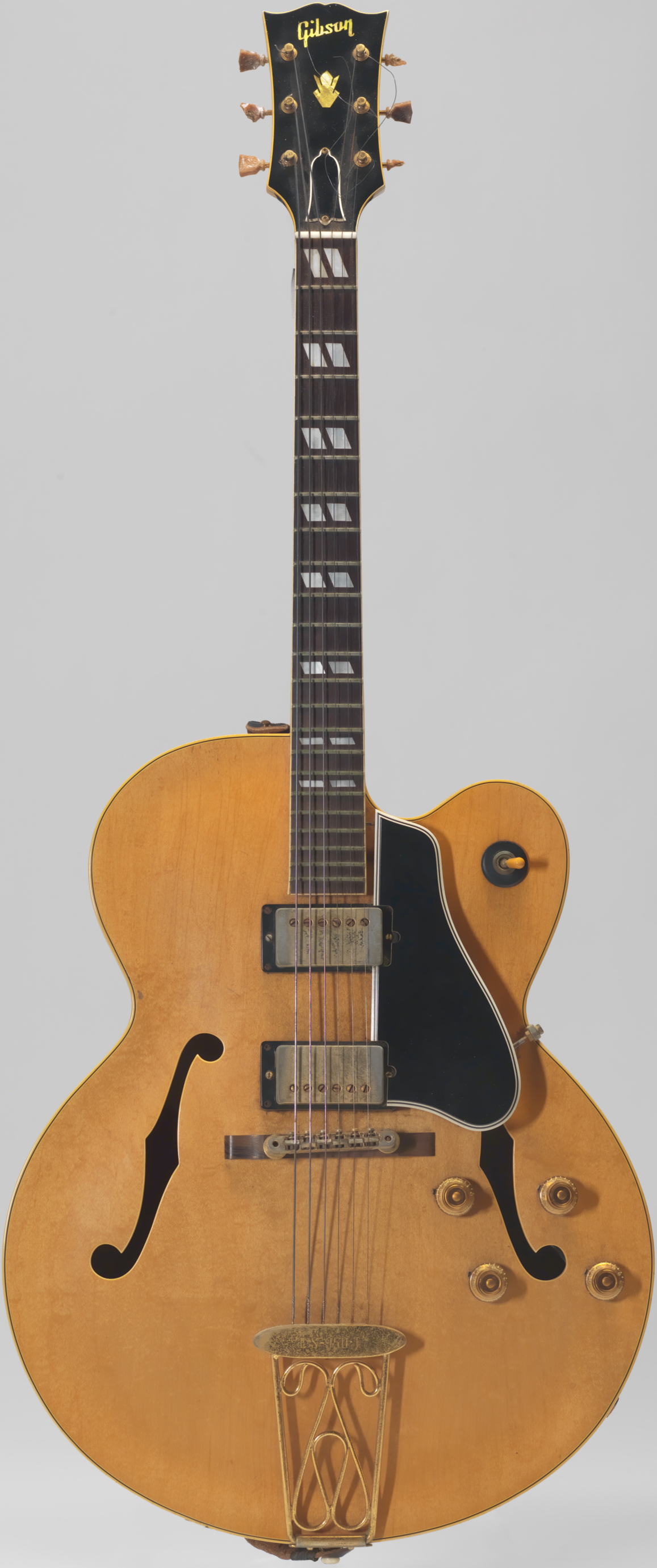
Maybellene, Chuck Berrys Gibson ES-350T

Veel van Berry's hits maken deel uit van de rock-'n-rollgeschiedenis en hebben als springplank gefungeerd voor veel beroemd geworden artiesten:
- Maybellene (gecoverd door onder meer Elvis Presley, Carl Perkins en Simon & Garfunkel)
- Johnny B. Goode (Berry's bekendste hit: meegenomen door Voyager als kunstwerk en gecoverd door onder meer AC/DC, The Beatles, Cliff Richard, The Beach Boys, Green Day, Jimi Hendrix, Johnny Winter, Jerry Lee Lewis, Judas Priest, Led Zeppelin, Stray Cats, Elvis Presley, Prince, Status Quo, Sex Pistols, Grateful Dead en Peter Tosh)
- Rock and Roll Music (gecoverd door onder meer The Beach Boys en een van de eerste opnamen van The Beatles)
- Sweet Little Sixteen (door The Beach Boys gecoverd met een andere tekst en beroemd geworden als Surfin' U.S.A. en door Normaal gecoverd met een eigen tekst als Wachten duurt lang)
- Roll Over Beethoven (gecoverd door onder meer The Beatles, ELO, The Rolling Stones, Jerry Lee Lewis en Status Quo)
- Carol (gecoverd door onder meer The Rolling Stones en Status Quo en door Normaal als Oh Deerne)
- Around and around (gecoverd door onder meer The Rolling Stones en Normaal als Kom op allemoal)
- Little Queenie (gecoverd door The Rolling Stones en Jerry Lee Lewis en door Normaal als Kleine Dinie)
- School Days (gecoverd door onder meer AC/DC, Elvis Presley en The Beach Boys en kwam voor in The Simpsons)
- Let It Rock
- Come On (gecoverd door onder meer The Rolling Stones en New Adventures)
- No Particular Place To Go (cover door het Cocktail Trio als De hele wereld alleen van ons en door Big Bill als Ene mee hesp)
- Too Much Monkey Business (gecoverd door onder meer The Beatles, The Kinks en Elvis Presley)
- Brown-eyed Handsome Man (gecoverd door onder meer Buddy Holly, Elvis Presley en Paul McCartney)
- Memphis, Tennessee (gecoverd door onder meer The Beatles, The Rolling Stones, Dave Berry, Elvis Presley, Faces, Johnny Rivers) en Normaal als "Albert en Josephien".
- Reelin' and Rockin' (gecoverd onder meer door The Dave Clark Five)
- You Never Can Tell (gecoverd door onder meer Emmylou Harris en werd gebruikt in de film Pulp Fiction)
- Promised Land (gecoverd door onder meer Elvis Presley en door Normaal als Kisjeskearl)
- Confessing the Blues (gecoverd door onder meer The Rolling Stones)
- Merry Christmas, Baby (gecoverd door Elvis Presley)
- The Things That I Used to Do
- My Ding-a-Ling (gecoverd door o.a. Normaal als "Gleaskes bier").
- Bye Bye Johnny (gecoverd door onder meer Status Quo, die het nummer jarenlang gebruikte als afsluiter van concerten, The Rolling Stones en The Bintangs)

## Discografie

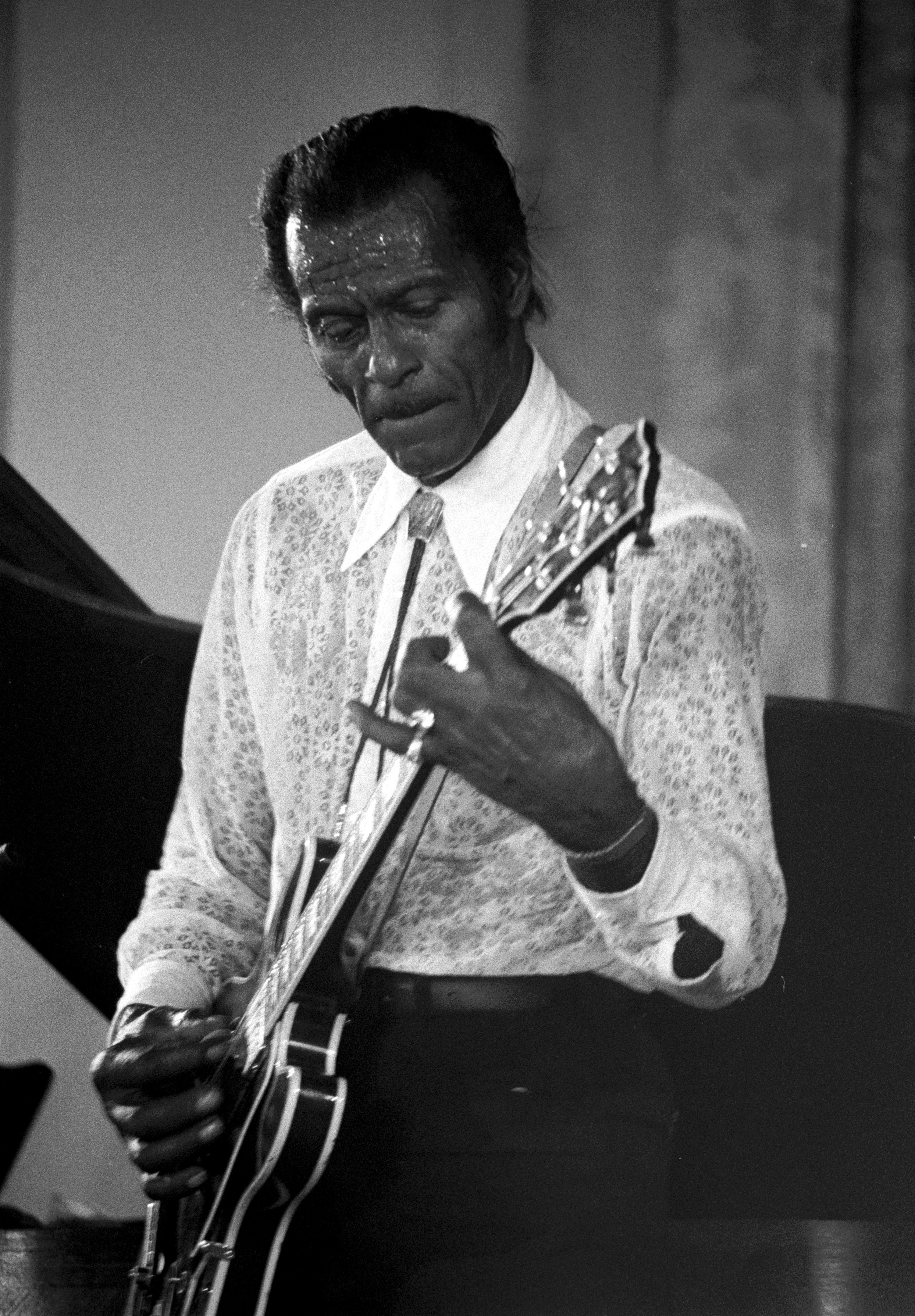
Chuck Berry live in Deauville, Frankrijk in 1987

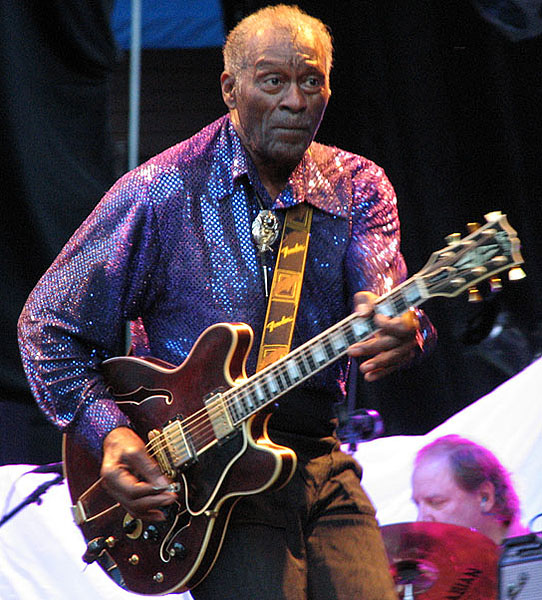
Berry in Örebro, Zweden, 18 juli 2007

Chuck Berry's ster in de Saint Louis Walk of Fame

## Discografie[22]

### Studioalbums
- Rock, Rock, Rock (met "The Moonglows" en "The Flamingos") (1956)
- After School Session (1957)
- One Dozen Berrys (1958)
- Chuck Berry Is on Top (1959)
- Rockin' at the Hops (1960)
- New Juke-Box Hits (1961)
- Chuck Berry Twist (1962)
- Chuck Berry's Greatest Hits (1964)
- Two Great Guitars (met Bo Diddley) (1964)
- St. Louis to Liverpool (1964)
- Chuck Berry in London (1965)
- Fresh Berry's (1965)
- Chuck Berry's Golden Hits (1967) (heropnames)
- In Memphis (1967)
- From St. Louie to Frisco (1968)
- Concerto In B. Goode (1969)
- Back Home (1970)
- San Francisco Dues (1971)
- The London Chuck Berry Sessions (1972)
- Bio (1973)
- Sweet Little Rock and Roller (1973)
- Wild Berrys (1974)
- Flashback (1974)
- Chuck Berry (1975)
- Rock It (1979)
- Alive and Rockin'  (1981)
- "Retro Rock" - Chuck Berry - Broadcast Week (1982)
- Chuck Berry (1982)
- Chuck (2017)

### Livealbums
- Chuck Berry on Stage (1963) (dit waren al bestaande, in de studio opgenomen tracks, later werden publieksgeluiden toegevoegd; uitgebracht om een periode te overbruggen terwijl Berry in de gevangenis zat en niet kon opnemen of optreden)
- Live at the Fillmore Auditorium (1967) (bonusnummers werden toegevoegd op de heruitgave in 1994)
- The London Chuck Berry Sessions (1972) (kant 2)
- Chuck Berry Live in Concert (1978)
- Chuck Berry Live (1981)
- Toronto Rock 'N' Roll Revival 1969 Vol. II (1982)
- Toronto Rock 'N' Roll Revival 1969 Vol. III (1982)
- Hail! Hail! Rock 'n' Roll (1987)
- Live! (2000)
- Live on Stage (2000)
- Chuck Berry - In Concert (2002)

### Singles[23]
| Single met eventuele hitnotering(en) in de Nederlandse Top 40 | Datum van verschijnen | Datum van binnenkomst | Hoogste positie | Aantal weken | Opmerkingen |
| ------------------------------------------------------------- | --------------------- | --------------------- | --------------- | ------------ | ----------- |
| No Particular Place To Go                                     | 1964                  | 11-7-1964             | 23              | 12           | (Funckler)  |
| You never can tell                                            | 1964                  | 24-10-1964            | 9               | 7            | (Funckler)  |
| My Ding-a-Ling (Live)                                         | 1972                  | 30-9-1972             |                 | tip          | (Chess)     |

### NPO Radio 2 Top 2000
| Nummers met noteringen in de NPO Radio 2 Top 2000 | '99  | '00  | '01  | '02  | '03  | '04  | '05  | '06  | '07  | '08  | '09 | '10 | '11  | '12 | '13 | '14 | '15 | '16 | '17 | '18 | '19 | '20  | '21  | '22  | '23  | '24  |
| ------------------------------------------------- | ---- | ---- | ---- | ---- | ---- | ---- | ---- | ---- | ---- | ---- | --- | --- | ---- | --- | --- | --- | --- | --- | --- | --- | --- | ---- | ---- | ---- | ---- | ---- |
| Come On                                           | -    | 1926 | 1995 | -    | -    | -    | -    | -    | -    | -    | -   | -   | -    | -   | -   | -   | -   | -   | -   | -   | -   | -    | -    | -    | -    | -    |
| Johnny B. Goode                                   | 714  | 786  | 650  | 914  | 839  | 760  | 914  | 1167 | 876  | 894  | 862 | 905 | 719  | 904 | 763 | 847 | 949 | 901 | 436 | 737 | 964 | 1049 | 1062 | 1205 | 1316 | 1329 |
| No Particular Place to Go                         | -    | -    | 1399 | 1714 | -    | 1933 | -    | -    | -    | -    | -   | -   | -    | -   | -   | -   | -   | -   | -   | -   | -   | -    | -    | -    | -    | -    |
| Roll Over Beethoven                               | 1462 | 1467 | 1672 | 1468 | 1462 | 1525 | 1870 | -    | 1748 | 1880 | -   | -   | 1929 | -   | -   | -   | -   | -   | -   | -   | -   | -    | -    | -    | -    | -    |

1. ↑  Een '-' betekent dat het nummer niet was genoteerd en een vetgedrukt getal geeft de hoogste notering van een nummer aan.

## Films met Chuck Berry
- Rock, Rock, Rock (1956)
- Mister Rock and Roll (1957)
- Go, Johnny, Go! (1959)
- Jazz on a Summer's Day (1959)
- Chuck Berry in Concert (1972)
- American Hot Wax (1978)
- Chuck Berry: Live at the Roxy with Tina Turner (1982)
- Hail! Hail! Rock 'n' Roll (1986)
- Where's My Food?! (2013)
- Chuck Berry (2018)
- Chuck Berry, Brown-Eyed Handsome Man (2018)